# NGC 1908
NGC 1908 is een niet-bestaand object in het sterrenbeeld Orion. Het hemelobject werd op 1 februari 1786 ontdekt door de Duits-Britse astronoom William Herschel.